# Szerbisztika
A szerbisztika (szerbül: Србистика / Srbistika) a szlavisztika egyik altudománya, amely a szerb nyelv, irodalom, történelem és kultúra tanulmányozására összpontosít. A szlavisztikán belül a délszláv alcsoporthoz tartozik.

## Története

### Kialakulás (19. század)
A szerbisztika mint tudomány a 19. század elején alakult ki, más hasonló tudományterületekkel egy időben, mint például a polonisztika, bohemisztika és szlavisztika. Ebben az időszakban a szerbisztika fő képviselői közé tartozott Vuk Stefanović Karadžić, Pavel Jozef Šafárik, Stojan Novaković és Ljubomir Stojanović.
Politikai körülmények miatt a szerbisztikát a szerbhorvatisztika foglalta magába. A szerbhorvatisztika paradigmája sokban ellentétben állt az "irodalmi nyelvek" vallási alapon történő elkülönítésének programjával. A szerbhorvatisztika fő képviselői közé tartozott Vatroslav Jagić, Ivan Broz, Tomo Maretić, Alekszandar Belić, Pavle Ivić és követőik.

### Az 1990-es évektől napjainkig
A szerbisztika fogalma újra csak az 1990-es években terjedt el Nyugaton. Addig a szerbisztika a szerbhorvatisztika egyik ága volt. A volt Jugoszlávia felbomlásával ez a tudományterület is felbomlott, amelyet gyakran azzal vádolnak, hogy a nagy-szerb ideológia hatalmi eszköze volt. A horvát és szerb nacionalista mozgalmak nyelvpolitikai nyomása alatt a külföldi szlavisztika is felismerte az 1990-es években, hogy a szerbhorvát egységet nem lehet fenntartani az egységes jugoszláv állam és a megfelelő politikai nyomás nélkül.
Jugoszlávia szétbomlása után a szerbisztika újjáéledésének első ötletei az Ćirilica na raskršću vekova (1991) című könyvvel kezdődtek. 1997-ben megalakult a Szerbisztika Megújulásáért Mozgalom, 1998-ban elindult a Srbistika/Serbica folyóirat, és megjelent a Slovo o srpskom jeziku, majd a Novi rat za srpski jezik i pravopis (2001) című könyvvel lefektették az újjáéledt szerbisztika alapjait. Az újjáéledt szerbisztika képviselői közé tartozik Radmilo Marojević, Miloš Kovačević, Petar Milosavljević, Božo Ćorić, Milosav Čarkić, Milorad Simić és Mihailo Šćepanović.
Ma a szerbisztika a hagyományos filológiai területekkel foglalkozik, azaz a nyelvészettel és az irodalomtudománnyal.
A nyelvészet területén tanítják a szinkrón és diakrón nyelvészetet, a szerb nyelv fejlődését a szláv nyelvcsoporton belül, az óegyházi szláv nyelv hatását, valamint a nyelvészet más területeit, alkalmazva a szerb nyelvre. A nyelvi változások az utóbbi években szintén kutatási témák.
Az irodalomtudomány és kultúratudomány területén nagy hangsúlyt fektetnek a középkortól kezdődő szerb irodalom történetének kutatására, az irodalomelméletre, az irodalmi hatásokra és fejlődésekre.
Az un. szerb ország- és népismereta szerb nép kulturális fejlődésével és történetével foglalkozik Szerbiában, Horvátországban, Boszniában és más balkáni országokban.
2018 óta jelenik meg a szerbisztikára vonatkozó szakmai folyóirat, a Tragovi szerbhorvát nyelven.

## A szerbisztika neves képviselői
- Vuk Stefanović Karadžić (1787–1864) szerb filológus, nyelvész, folklórkutató, író és történész, a modern szerb nyelv sztenderdizálásának a kezdeményezője, valamint a szerb nyelv cirill írásának a megalkotója és helyesírásának a megalapozója.
- Jacob Grimm (1785–1863) német nyelvész, irodalomtudós, jogász, akit a német filológia és ókortudomány megalapozójaként tartanak számon.
- Dimitrije P. Tirol (1793–1857) szerb író, nyelvész, geográfus, festő.
- Pavel Jozef Šafárik (1795–1861) szlovák nyelvész és történész, a prágai egyetem könyvtárnoka.
- Kanitz Fülöp Félix (1829–1904) magyar származású osztrák művészettörténész, térképész, régész és etnográfus.
- Kállayi Béni (1839–1903) politikus, diplomata, történész az Osztrák–Magyar Monarchia belgrádi főkonzulja, az Osztrák–Magyar Monarchia közös pénzügyminisztere, majd ebbéli minőségében haláláig Bosznia kormányzója.
- Stojan Novaković (1842–1915) szerb nyelvész és államférfi, 1895–1896 között és 1909-ben Szerbia miniszterelnöke.
- Ljubomir Stojanović.(1860–1930) szerb politikus és filológus.
- Rádics István (1863–1917) magyarországi szerb irodalmár, pedagógus.
- Đorđe Trifunović (1934–) szerb irodalmár és irodalomtörténész.
- Predrag Stepanović (1942–2022) magyarországi szerb író, műfordító, egyetemi docens.
- Milosevits Péter (1952–2021) szerb nemzetiségű magyar író, költő, műfordító, irodalomtörténész, újságíró, lapszerkesztő, egyetemi oktató.